# Dirka po Španiji 1987
Dirka po Španiji 1987 (špansko Vuelta a España 1987) je 42. izvedba dirke po Španiji, tritedenske moške cestne kolesarske etapne dirke. Začela se je 23. aprila v Benidormu in končala 15. maja v Madridu. Sodelovalo je 179 kolesarjev iz 18-ih ekip. Rumeno majico je prvič osvojil Luis Herrera (Café de Colombia–Varta), drugo mesto Raimund Dietzen (Teka), tretje pa Laurent Fignon (Système U). Zeleno majico je osvojil Alfonso Gutiérrez (Teka), rdečo majico Luis Herrera, rožnato majico Johnny Weltz (Fagor–MBK), rdečo pikčasto majico Laurent Fignon (Système U), črno pikčasto majico  pa Miguel Ángel Iglesias (Colchón CR).

## Ekipe
- AD Renting–Fangio–IOC–MBK
- BH
- Café de Colombia–Varta
- Caja Rural–Orbea
- Dormilón-Campagnolo
- DYC–Lucas
- Fagor–MBK
- Colchón CR
- Gewiss–Bianchi
- Kas
- Kelme
- PDM–Ultima–Concorde
- Postobón–Manzana–Ryalcao
- Reynolds
- Sporting–Vitalis
- Système U
- Teka
- Zahor Chocolates

## Etape
| Etapa | Datum     | Štart/Cilj                                                | Razdalja | Tip     | Tip                  | Zmagovalec                      |
| ----- | --------- | --------------------------------------------------------- | -------- | ------- | -------------------- | ------------------------------- |
| P     | 23. april | Benidorm – Benidorm                                       | 6,6 km   |         | posamični kronometer | Jean-Luc Vandenbroucke (BEL)    |
| 1     | 24. april | Benidorm – Albacete                                       | 219 km   |         |                      | Sean Kelly (IRL)                |
| 2     | 25. april | Albacete – Valencia                                       | 217 km   |         |                      | Paolo Rosola (ITA)              |
| 3     | 26. april | Valencija – Valencija                                     | 34,8 km  |         | posamični kronometer | Sean Kelly (IRL)                |
| 4     | 27. april | Valencija – Villarreal                                    | 169 km   |         |                      | Alfonso Gutiérrez (ESP)         |
| 5     | 28. april | Salou – Barcelona                                         | 165 km   |         |                      | Roberto Pagnin (ITA)            |
| 6     | 29. april | Barcelona – Grau Roig (Andora)                            | 220 km   |         |                      | Jesús Ignacio Ibáñez Loyo (ESP) |
| 7     | 30. april | La Seu d'Urgell – Cerler                                  | 186 km   |         |                      | Laudelino Cubino (ESP)          |
| 8     | 1. maj    | Benasque – Zaragoza                                       | 219 km   |         |                      | Iñaki Gastón (ESP)              |
| 9     | 2. maj    | Zaragoza – Pamplona                                       | 180 km   |         |                      | Antonio Esparza (ESP)           |
| 10    | 3. maj    | Miranda de Ebro – Alto Campoo                             | 213 km   |         |                      | Enrique Aja (ESP)               |
| 11    | 4. maj    | Santander – Lagos de Covadonga                            | 179 km   |         |                      | Luis Herrera (COL)              |
| 12    | 5. maj    | Cangas de Onís – Oviedo                                   | 142 km   |         |                      | Carlos Hernández (ESP)          |
| 13    | 6. maj    | Luarca – Ferrol                                           | 223 km   |         |                      | Carlos Emiro Gutiérrez (COL)    |
| 14    | 7. maj    | Ferrol – La Coruña                                        | 220 km   |         |                      | Juan Fernández (ESP)            |
| 15    | 8. maj    | La Coruña – Vigo                                          | 185 km   |         |                      | Antonio Esparza (ESP)           |
| 16    | 9. maj    | Ponteareas – Ponferrada                                   | 237 km   |         |                      | Dominique Arnaud (FRA)          |
| 17    | 10. maj   | Ponferrada – Valladolid                                   | 221 km   |         |                      | Roberto Pagnin (ITA)            |
| 18    | 11. maj   | Valladolid – Valladolid                                   | 24 km    |         | posamični kronometer | Jesús Blanco Villar (ESP)       |
| 19    | 12. maj   | El Barco de Ávila – Ávila                                 | 213 km   |         |                      | Laurent Fignon (FRA)            |
| 20    | 13. maj   | Ávila – Palazuelos de Eresma (Destilerías DYC)            | 183 km   |         |                      | Omar Hernández (COL)            |
| 21    | 14. maj   | Palazuelos de Eresma (Destilerías DYC) – Collado Villalba | 160 km   |         |                      | Francisco Rodríguez (COL)       |
| 22    | 15. maj   | Alcalá de Henares – Madrid                                | 173 km   |         |                      | Jaime Vilamajó (ESP)            |
|       | Skupaj    | Skupaj                                                    | 3921 km  | 3921 km | 3921 km              | 3921 km                         |

## Razvrstitev po klasifikacijah
| Etapa  | Zmagovalec                    | Rumena majica ·        | Zelena majica ·        | Rdeča majica ·            | Mladi ·        | Ekipno                   | Šprinti              | Leteči šprinti        |
| ------ | ----------------------------- | ---------------------- | ---------------------- | ------------------------- | -------------- | ------------------------ | -------------------- | --------------------- |
| P      | Jean-Luc Vandenbroucke        | Jean-Luc Vandenbroucke | Jean-Luc Vandenbroucke | brez                      | Jesús Montoya  | Kas                      | brez                 | brez                  |
| 1      | Sean Kelly                    | Sean Kelly             | Sean Kelly             | Henri Abadie              | Johnny Weltz   | Kas                      | José Enrique Carrera | Pello Ruiz Cabestany  |
| 2      | Paolo Rosola                  | Roberto Pagnin         | Sean Kelly             | Omar Hernández            | Luc Suykerbuyk | Kas                      | Roberto Pagnin       | Pello Ruiz Cabestany  |
| 3      | Sean Kelly                    | Sean Kelly             | Sean Kelly             | Omar Hernández            | Jesús Montoya  | Kas                      | Roberto Pagnin       | Pello Ruiz Cabestany  |
| 4      | Alfonso Gutiérrez             | Sean Kelly             | Sean Kelly             | Mariano Sánchez Martinez  | Jesús Montoya  | Kas                      | Jesús Suárez Cueva   | Miguel Ángel Iglesias |
| 5      | Roberto Pagnin                | Roberto Pagnin         | Sean Kelly             | Henri Abadie              | Jesús Montoya  | Kas                      | Roberto Pagnin       | Roberto Pagnin        |
| 6      | Jesús Ignacio Ibáñez Loyo     | Sean Kelly             | Sean Kelly             | Jesús Ignacio Ibáñez Loyo | Johnny Weltz   | Kas                      | Roberto Pagnin       | Miguel Ángel Iglesias |
| 7      | Laudelino Cubino              | Reimund Dietzen        | Sean Kelly             | Luis Herrera              | Johnny Weltz   | Postobón–Manzana–Ryalcao | Henri Abadie         | Miguel Ángel Iglesias |
| 8      | Iñaki Gastón                  | Reimund Dietzen        | Sean Kelly             | Luis Herrera              | Johnny Weltz   | Postobón–Manzana–Ryalcao | Jesús Suárez Cueva   | Miguel Ángel Iglesias |
| 9      | Felipe Yáñez                  | Reimund Dietzen        | Sean Kelly             | Luis Herrera              | Johnny Weltz   | Postobón–Manzana–Ryalcao | Jesús Suárez Cueva   | Miguel Ángel Iglesias |
| 10     | Enrique Aja                   | Reimund Dietzen        | Sean Kelly             | Luis Herrera              | Johnny Weltz   | Postobón–Manzana–Ryalcao | Jesús Suárez Cueva   | Miguel Ángel Iglesias |
| 11     | Luis Herrera                  | Luis Herrera           | Sean Kelly             | Luis Herrera              | Johnny Weltz   | Postobón–Manzana–Ryalcao | Jesús Suárez Cueva   | Miguel Ángel Iglesias |
| 12     | Carlos Hernández Bailo        | Luis Herrera           | Sean Kelly             | Luis Herrera              | Johnny Weltz   | Postobón–Manzana–Ryalcao | Henri Abadie         | Miguel Ángel Iglesias |
| 13     | Carlos Emiro Gutiérrez        | Luis Herrera           | Sean Kelly             | Luis Herrera              | Johnny Weltz   | Postobón–Manzana–Ryalcao | Henri Abadie         | Miguel Ángel Iglesias |
| 14     | Juan Fernández Martín         | Luis Herrera           | Sean Kelly             | Luis Herrera              | Johnny Weltz   | Postobón–Manzana–Ryalcao | Jesús Suárez Cueva   | Miguel Ángel Iglesias |
| 15     | Antonio Esparza               | Luis Herrera           | Sean Kelly             | Luis Herrera              | Johnny Weltz   | Postobón–Manzana–Ryalcao | Henri Abadie         | Miguel Ángel Iglesias |
| 16     | Dominique Arnaud              | Luis Herrera           | Sean Kelly             | Luis Herrera              | Johnny Weltz   | Postobón–Manzana–Ryalcao | Henri Abadie         | Miguel Ángel Iglesias |
| 17     | Roberto Pagnin                | Luis Herrera           | Sean Kelly             | Luis Herrera              | Johnny Weltz   | Postobón–Manzana–Ryalcao | Henri Abadie         | Miguel Ángel Iglesias |
| 18     | Jesús Blanco Villar           | Sean Kelly             | Sean Kelly             | Luis Herrera              | Johnny Weltz   | Teka                     | Henri Abadie         | Miguel Ángel Iglesias |
| 19     | Laurent Fignon                | Luis Herrera           | Alfonso Gutiérrez      | Luis Herrera              | Johnny Weltz   | Postobón–Manzana–Ryalcao | Henri Abadie         | Miguel Ángel Iglesias |
| 20     | Omar Hernández                | Luis Herrera           | Alfonso Gutiérrez      | Luis Herrera              | Johnny Weltz   | Postobón–Manzana–Ryalcao | Henri Abadie         | Miguel Ángel Iglesias |
| 21     | Francisco Rodríguez Maldonado | Luis Herrera           | Alfonso Gutiérrez      | Luis Herrera              | Johnny Weltz   | Postobón–Manzana–Ryalcao | Henri Abadie         | Miguel Ángel Iglesias |
| 22     | Jaime Vilamajó                | Luis Herrera           | Alfonso Gutiérrez      | Luis Herrera              | Johnny Weltz   | Postobón–Manzana–Ryalcao | Henri Abadie         | Miguel Ángel Iglesias |
| Skupaj | Skupaj                        | Luis Herrera           | Alfonso Gutiérrez      | Luis Herrera              | Johnny Weltz   | Postobón–Manzana–Ryalcao | Henri Abadie         | Miguel Ángel Iglesias |

## Končna razvrstitev
| Legenda | Legenda                                    | Legenda | Legenda                                   |
| ------- | ------------------------------------------ | ------- | ----------------------------------------- |
|         | Predstavlja vodilnega v skupnem seštevku   |         | Predstavlja vodilnega po točkah           |
|         | Predstavlja vodilnega v gorski razvrstitvi |         | Predstavlja vodilnega v šprintih          |
|         | Predstavlja vodilnega v letečih šprintih   |         | Predstavlja najboljšega mladega kolesarja |

### Rumena majica
| Poz. | Kolesar               | Ekipa                    | Čas          |
| ---- | --------------------- | ------------------------ | ------------ |
| 1    | Luis Herrera (COL)    | Café de Colombia–Varta   | 105h 34' 25" |
| 2    | Reimund Dietzen (FRG) | Teka                     | + 1' 04"     |
| 3    | Laurent Fignon (FRA)  | Système U                | + 3' 13"     |
| 4    | Pedro Delgado (ESP)   | PDM–Ultima–Concorde      | + 3' 52"     |
| 5    | Óscar Vargas (COL)    | Postobón–Manzana–Ryalcao | + 4' 03"     |
| 6    | Vicente Belda (ESP)   | Kelme                    | + 4' 40"     |
| 7    | Anselmo Fuerte (ESP)  | BH                       | + 4' 59"     |
| 8    | Yvon Madiot (FRA)     | Système U                | + 5' 25"     |
| 9    | Henry Cárdenas (COL)  | Café de Colombia–Varta   | + 7' 08"     |
| 10   | Omar Hernández (COL)  | Postobón–Manzana–Ryalcao | + 7' 33"     |

### Zelena majica
| Poz. | Kolesar                      | Ekipa                  | Točke |
| ---- | ---------------------------- | ---------------------- | ----- |
| 1    | Alfonso Gutiérrez (ESP)      | Teka                   | 149   |
| 2    | Luis Herrera (COL)           | Café de Colombia–Varta | 104   |
| 3    | Jesús Blanco Villar (ESP)    | Teka                   | 104   |
| 4    | Reimund Dietzen (FRG)        | Teka                   | 100   |
| 5    | Manuel Jorge Domínguez (ESP) | BH                     | 92    |
| 6    | Pascal Poisson (FRA)         | Système U              | 85    |
| 7    | Iñaki Gastón (ESP)           | Kas                    | 72    |
| 8    | Vicente Belda (ESP)          | Kelme                  | 70    |
| 9    | Søren Lilholt (DEN)          | Système U              | 62    |
| 10   | Laurent Fignon (FRA)         | Système U              | 61    |

### Rdeča majica
| Poz. | Kolesar                             | Ekipa                    | Točke |
| ---- | ----------------------------------- | ------------------------ | ----- |
| 1    | Luis Herrera (COL)                  | Café de Colombia–Varta   | 174   |
| 2    | Vicente Belda (ESP)                 | Kelme                    | 105   |
| 3    | Henri Abadie (FRA)                  | Fagor–MBK                | 97    |
| 4    | Omar Hernández (COL)                | Postobón–Manzana–Ryalcao | 89    |
| 5    | Pablo Wilches (COL)                 | Postobón–Manzana–Ryalcao | 68    |
| 6    | Francisco Rodríguez Maldonado (COL) | BH                       | 63    |
| 7    | Jesús Ignacio Ibáñez Loyo (ESP)     | Zahor Chocolates         | 49    |
| 8    | Enrique Aja (ESP)                   | Teka                     | 42    |
| 9    | Laurent Biondi (FRA)                | Système U                | 42    |
| 10   | Mariano Sánchez Martinez (ESP)      | Dormilón                 | 42    |

### Rožnata majica
| Poz. | Kolesar                           | Ekipa            | Čas          |
| ---- | --------------------------------- | ---------------- | ------------ |
| 1    | Johnny Weltz (DEN)                | Fagor–MBK        | 106h 25' 35" |
| 2    | Henri Abadie (FRA)                | Fagor–MBK        | + 7' 12"     |
| 3    | Jesús Montoya (ESP)               | Kas              | + 42' 45"    |
| 4    | Roberto Torres (ESP)              | Zahor Chocolates | + 43' 41"    |
| 5    | Joaquín Hernández Hernández (ESP) | Kelme            | + 1h 05' 57" |
| 6    | Serafin Vieira De Araujo (POR)    | Sporting–Vitalis | + 1h 06' 25" |

### Ekipna razvrstitev
| Poz. | Ekipa                    | Čas          |
| ---- | ------------------------ | ------------ |
| 1    | Postobón–Manzana–Ryalcao | 316h 51' 36" |
| 2    | BH                       | + 1' 42"     |
| 3    | Café de Colombia–Varta   | + 3' 20"     |
| 4    | Système U                | + 13' 13"    |
| 5    | Teka                     | + 24' 58"    |
| 6    | Kas                      | + 1h 02' 20" |
| 7    | Zahor Chocolates         | + 1h 09' 07" |
| 8    | PDM–Ultima–Concorde      | + 1h 14' 41" |
| 9    | Reynolds                 | + 1h 20' 17" |
| 10   | Kelme                    | + 1h 22' 11" |

### Šprinti
| Poz. | Kolesar                         | Ekipa            | Točke |
| ---- | ------------------------------- | ---------------- | ----- |
| 1    | Henri Abadie (FRA)              | Fagor–MBK        | 25    |
| 2    | Laurent Fignon (FRA)            | Système U        | 14    |
| 3    | Carlos Emiro Gutiérrez (COL)    | Kelme            | 9     |
| 4    | Antonio Coll (ESP)              | Kelme            | 9     |
| 5    | Pascal Poisson (FRA)            | Système U        | 6     |
| 6    | Juan Fernández Martín (ESP)     | Zahor Chocolates | 6     |
| 7    | Éric Guyot (FRA)                | Système U        | 6     |
| 8    | Jesús Ignacio Ibáñez Loyo (ESP) | Zahor Chocolates | 6     |
| 9    | Santiago Portillo Rosado (ESP)  | Zahor Chocolates | 6     |
| 10   | Ricardo Zúñiga Carrasco (ESP)   | Colchón CR       | 5     |

### Leteči cilji
| Poz. | Kolesar                         | Ekipa            | Točke |
| ---- | ------------------------------- | ---------------- | ----- |
| 1    | Miguel Ángel Iglesias (ESP)     | Colchón CR       | 31    |
| 2    | Henri Abadie (FRA)              | Fagor–MBK        | 12    |
| 3    | Laurent Fignon (FRA)            | Système U        | 9     |
| 4    | Antonio Coll (ESP)              | Kelme            | 8     |
| 5    | Carlos Emiro Gutiérrez (COL)    | Kelme            | 8     |
| 6    | Laurent Biondi (FRA)            | Système U        | 7     |
| 7    | Ricardo Zúñiga Carrasco (ESP)   | Colchón CR       | 7     |
| 8    | Marino Lejarreta (ESP)          | Caja Rural–Orbea | 6     |
| 9    | Jesús Ignacio Ibáñez Loyo (ESP) | Zahor Chocolates | 6     |
| 10   | Éric Guyot (FRA)                | Système U        | 6     |